# 真瀧車站
真瀧車站（日语：／ Mataki eki */?）是東日本旅客鐵道（JR東日本）大船渡線沿線的鐵路車站，位於岩手縣一關市瀧澤。真瀧站在JR東日本盛岡支社管轄範圍內，由氣仙沼車站代為管理。

## 車站構造
對向式月台2面2線的地面車站。各月台以站內平交道連絡。設有比較大的候車室。
氣仙沼站管理的無人站。

### 月台配置
| 月台       | 路線      | 方向 | 目的地     |
| ---------- | --------- | ---- | ---------- |
| （站舍側） | ■大船渡線 | 上行 | 一之關方向 |
| （對側）   | ■大船渡線 | 下行 | 氣仙沼方向 |

## 歷史
- 1925年（大正14年）7月26日 - 車站啟用。
- 1986年（昭和61年）11月1日 - 車站改為無人化。
- 1987年（昭和62年）4月1日 - 日本國鐵分割民營化，車站管轄劃歸由東日本旅客鐵道繼承。

## 相鄰車站
東日本旅客鐵道
■大船渡線
一之關－真瀧－陸中門崎

## 外部連結
- JR東日本－真瀧站 （页面存档备份，存于）（日語）